# Heinrich XLVII. Reuß zu Köstritz
Heinrich XLVII. Reuß zu Köstritz, auch Heinrich XLVII. Schleiz-Köstritz (* 27. Februar 1756 in Köstritz; † 7. März 1833 in auf Schloss Lichtenburg) war ein preußischer Regierungspräsident.

## Leben

### Familie
Heinrich XLVII. Reuß zu Köstritz war der Sohn des Grafen Heinrich XXIII. Reuß zu Köstritz (* 9. Dezember 1722 in Köstritz; † 3. September 1787 ebenda) und dessen Ehefrau Ernestine von Schönburg-Wechselburg (* 2. Dezember 1736 in Wechselburg; † 10. Dezember 1768 in Köstritz); seine Geschwister waren:
- Gräfin Henriette Reuß zu Köstritz (* 28. März 1755; † 14. September 1829)[2]; ⚭ (1779) Graf Otto Karl Friedrich von Schönburg-Waldenburg, (1790) 1. Fürst von Schönburg, (* 2. Februar 1758; † 29. Januar 1800 auf Schloss Lichtenburg)[3], ihr gemeinsamer Sohn war Otto Victor I. von Schönburg;
- Graf Heinrich XLIX. Reuß zu Köstritz – jüngerer Zweig (1833–1840), Herr zu Ichtershausen, (* 16. Oktober 1759 in Köstritz; † 29. Februar 1840 in Ichtershausen);
- Graf Heinrich LII. Reuß zu Köstritz – jüngerer Zweig (1840–1851), königlich-bayerischer General der Infanterie (11. Februar 1824), (* 21. September 1763 in Köstritz; † 23. Februar 1851 in München);
- Graf Heinrich LV. Reuß zu Köstritz, Prediger der Herrnhuter Brüdergemeine zu Haverfordwest in Wales, (* 18. November 1762 in Herrnhut; † 11. Mai 1828 in London); ⚭ (1797 in Herrnhut) Freiin Marie Justine von Watteville (* 1762; † 1828).

Heinrich XLVII. Reuß zu Köstritz blieb zeit seines Lebens unverheiratet.

### Ausbildung
Heinrich XLVII. Reuß zu Köstritz immatrikulierte sich an der Universität Jena und begann mit einem Studium der Rechtswissenschaften, dass er seit dem 15. Mai 1776 an der Universität Halle fortsetzte.

### Berufliches Wirken
Heinrich XLVII. Reuß zu Köstritz wurde am 7. März 1779 als Referendar beim Berliner Kammergericht angestellt und bestand am 12. Juli 1785 das Große Examen, mit dem Hinweis, dass er zum Rat gefördert werden sollte.
Am 26. Mai 1786 erfolgte seine Beförderung zum Assistenzrat bei der Königsberger Regierung und wurde somit Nachfolger von August Wilhelm Gossler (1757–1827). Mit der Kabinettsorder vom 21. September 1786 wurde er zum ostpreußischen Regierungsrat ernannt, worauf 1791 seine Beförderung zum Tribunalrat erfolgte.
Am 2. April 1793 erhielt er das Patent als südpreußischer Regierungspräsident und war zunächst Chef der Regierung in Petrikau, bis er dann im Herbst 1798 mit dem Kollegium nach Kalisch wechselte.
Am 5. Oktober 1800 trat er die Nachfolge des verstorbenen Regierungs-Vizepräsidenten Georg Heinrich von Schlechtendal (1736–1800) an und wurde als Vizepräsident zur Oberamts-Regierung nach Breslau versetzt; ihm folgte in Kalisch Carl Ludolf Friedrich von Danckelman (1766–1819).
1806 wurde er in Breslau zum preußischen Regierungspräsidenten ernannt und übte das Amt bis zu seinem Tod aus.